# Maria João Vaz
Maria João Vaz (Lisboa, 1964) é uma atriz, dobradora, artista plástica e ativista LGBT portuguesa.

## Biografia
Graduada pela Escola Superior de Teatro e Cinema, Maria João tem participado em produções televisivas, como séries e telenovelas, e em filmes. Tornou-se inicialmente conhecida pelo anúncio da empresa de telecomunicações Telecel no ano de 1995, no papel de um pastor com ovelhas que atendia o telemóvel com a frase "Tou xim? É pra mim!".
No mundo teatral foi diretora de grupo de teatro da Sociedade Filarmónica de Santo Estêvão, em Santo Estêvão.
Em 2018, com 52 anos, iniciou a transição social para a sua identidade de género; Maria João pôde beneficiar da lei portuguesa que estabelecia o direito à autodeterminação da identidade de género aprovada nesse mesmo ano. Fez pública a sua decisão em 2020 numa entrevista ao jornal O Mirante e no programa A Tarde é Sua de Fátima Lopes. No ano seguinte, em 2021, participou na série televisiva Festa é Festa da TVI no papel de inspectora da Polícia Judiciária.
Em 2023, após o protesto de Keyla Brasil no Teatro São Luiz em Lisboa, onde se representava Tudo Sobre a Minha Mãe (baseada no filme Tudo sobre Minha Mãe), Maria João substituiu o ator André Patrício no papel de Lola, uma mulher trans.
Além da atuação, Maria João é artista plástica sob o pseudónimo de Petrivaz.

## Filmografia

### Cinema
| Ano  | Título          | Papel   | Notas         |
| ---- | --------------- | ------- | ------------- |
| 2018 | Bad Investigate | Actor   | Filme         |
| 2018 | Aparição        | Machado | Filme         |
| 2022 | As Sacrificadas |         | Curtametragem |

### Televisão
| Ano  | Canal   | Título                                | Papel                         | Notas        |
| ---- | ------- | ------------------------------------- | ----------------------------- | ------------ |
| 2014 | RTP     | Bem-Vindos a Beirais                  | Detective privado             | 1 episódio   |
| 2015 | SIC     | Mar Salgado                           |                               | 2 episódios  |
| 2015 | TVI     | A Única Mulher                        | Pai de Susana                 | 65 episódios |
| 2015 | TVI     | Jardins Proibidos                     |                               | 3 episódios  |
| 2015 | SIC     | Coração d'Ouro                        | Procurador                    | 1 episódio   |
| 2015 | TVI     | Santa Bárbara                         | Advogado do sindicato         | 66 episódios |
| 2017 | SIC     | Rainha dás Flores                     | Inspector                     | 2 episódios  |
| 2017 | TVI     | Ouro Verde                            |                               | 2 episódios  |
| 2017 | SIC     | Espelho d'Água                        | Servidor público do cemitério | 2 episódios  |
| 2018 | SIC     | Paixão                                | Empresário                    | 10 episódios |
| 2019 | RTP     | Três Mulheres                         | Cliente                       | 2 episódios  |
| 2019 | Netflix | O desaparecimento de Madeleine McCann | Detective                     | 8 episódios  |
| 2019 |         | Der Lissabon-Krimi                    |                               | 1 episódio   |
| 2019 | SIC     | Alma e Coração                        | Cesario                       | 2 episódios  |
| 2020 | TVI     | Na Corda Bamba                        | Taxista                       | 1 episódio   |
| 2021 | TVI     | Festa é Festa                         | Inspectora PJ                 | 4 episódios  |
| 2022 | RTP     | Causa Própria                         | Servidora pública Julia       | 1 episódio   |

## Teatro
- O Campeão do Mundo Ocidental (2011)[3]
- Penélope (2012)[2]
- Gata em telhado de zinco quente (2014)[2]
- Doze Pássaros da Juventude (2015)[3]
- A Sagração da Primavera (2022)[14]
- Tudo sobre a minha mãe (2023)

## Prémios
- 2020 - Prémio Arco-Íris[15]